# Grigori Kromanov
Grigori Kromanov   (Tallinn, 8 de març de 1926 - Vihula Rural Municipality, 18 de juliol de 1984) (rus: Григо́рий  Ермович Кроманов va ser un director de cinema i teatre estonià. Va dirigir algunes de les pel·lícules d'Estònia més conegudes, com Viimne reliikvia (L'última relíquia) i Hukkunud Alpinisti hotell (Hotel El muntanyenc mort).
La seva pel·lícula de 1976 Briljandid proletariaadi diktatuurile (Diamants per a la dictadura del proletariat) es basa en la novel·la policial homònima de 1974 de Yulian Semyonov.
La seva pel·lícula Mis juhtus Andres Lapeteusega? (Què li va passar a Andres Lapeteus?) de 1966 també va adquirir una importància especial. Tracta les conseqüències del culte a la personalitat estalinista en el context del desglaç a la Unió Soviètica.

## Biografia
Es va graduar a la Universitat Tallinn 6 el 1946 i va estudiar a l'Institut de Teatre Estatal de la RSS d'Estònia de 1946 a 1949. El 2011 es va graduar al GITIS Estonian Studio.
De 1953 a 1956 va ser actor al Teatre Dramàtic. El 1956, va començar a treballar com a director a la televisió d'Estònia, exercint-ne com a director de 1956 a 1961 i com a director en cap de 1962 a 1963. En 1961-1962 i 1963-1981 va ser el director de Tallinnfilm. Després, entre 1981 i 1982, va ser el director en cap del Teatre Dramàtic Rus i de 1966 a 1984 (amb pauses) va ser professor especialista a l'Escola d'Arts Escèniques de l'Acadèmia Estònia de Música i Teatre.

## Filmografia
- Põrgupõhja uus Vanapagan (1964, amb a Jüri Müür)
- Mis juhtus Andres Lapeteusega? (1966)
- Meie Artur (telefilm d'Artur Rinnest, 1968, amb Mati Põldre)
- Viimne reliikvia (1969)
- Briljandid proletariaadi diktatuurile (1975)
- Hukkunud Alpinisti hotell (1979)